# Wirtschaftswoche
Wirtschaftswoche (n.đ. '"Tuần kinh tế"') là một tạp chí kinh tế tiếng Đức được xuất bản hàng tuần tại Đức.

## Lịch sử
Wirtschaftswoche từng được xuất bản hằng tuần vào mỗi thứ năm, nhưng từ năm 2006 đã chuyển sang thành mỗi thứ hai. Văn phòng biên tập nằm ở thành phố Düsseldorf, nhà xuất bản là Verlagsgruppe Handelsblatt (đây cũng là nhà xuất bản của Handelsblatt).
Wirtschaftswoche cung cấp các thông tin và tin tức về kinh tế và kinh doanh, với đối tượng độc giả là các nhà quản lý và doanh nhân. Từ tháng 11 năm 2014, Miriam Meckel trở thành tổng biên tập của tuần báo.

## Lượng phát hành
Vào những năm 2001–2002 Wirtschaftswoche có lượng phát hành khoảng 187.000 bản. Quý đầu tiên của năm 2005, lượng phát hành là 183.156 bản, trở thành ấn phẩm kinh doanh hàng tuần bán chạy nhất nước Đức.
Năm 2010, lượng phát hành của Wirtschaftswoche là 182.603 bản, và sau này là 155.085 bản vào nửa sau của năm 2013.

## Tổng biên tập
- Từ năm 1971: Peter Sweerts-Sporck
- Từ năm 1973: Claus Jacobi và Paul C. Martin
- Từ năm 1974: Hans Zinken
- Từ năm 1978: Karlheinz Vater, Conrad Ahlers và Horst Kerlikowski
- Từ năm 1979: Karlheinz Vater
- Từ năm 1984: Wolfram Baentsch
- Từ năm 1991: Stefan Baron và Volker Wolff
- 1995–2007: Stefan Baron
- 2007–2014: Roland Tichy
- 2014–2017: Miriam Meckel[5]
- Từ tháng 4 năm 2017: Beat Balzli